# Subor
Subor Culture Development Co., Ltd. es una empresa de electrónica  china. Su sede se encuentra en el subdistrito de Xiqu, Zhongshan, Guangdong.
Subor  fue conocido por fabricar clones del Famicom (NES), bajo el nombre de Subor Video Game System, a.k.a. Xiǎo Bàwáng (en chino, 小霸王; literalmente, ‘Little Emperor or Little Tyrant’). Cuando algunos padres eran reacios para comprar dispositivos para jugar, el dispositivo se movió a un ámbito educativo y logró más éxito. Jackie Chan fue un portavoz para la compañía en anuncios comerciales.
La consola fue popular en las décadas de 1980 y 1990.  Pero se vio afectado por la prohibición de las consolas de hogar desde 2000 hasta 2015. Más tarde, la compañía se especializó en otros productos electrónicos como diccionarios, PDA y tablet, pero luego presentó una nueva consola, el Subor Z +, en 2018. También invirtió dinero en dispositivos de realidad virtual. Karen Chiu declaró en 2019 que los chinos que jugaban videojuegos tenían más  nostalgia por  videojuegos de Subor comparable al de los países occidentales con las consolas reales.
La compañía quebró en 2020 según el Tribunal Popular Intermedio de Zhongshan,  las autoridades prohibieron a Feng Baolun, el representante legal de la compañía, el comercio considerado de "alto consumo", incluidos los viajes aéreos comerciales y la estadía en un hotel considerado exclusivo debido a Feng. ser etiquetado como una persona "desacreditada".